# Тритон дунайський
Тритон дунайський (Triturus dobrogicus) — представник хвостатих земноводних. Вважався підвидом гребінчастого тритона, але згодом був виділений в окремий вид на основі результатів генетичних, цитологічних і біохімічних досліджень. Ареал у загальних рисах збігається з басейном Дунаю. Вид наявний у фауні України, де представлений двома географічно роз'єднаними популяціями: бессарабською та закарпатською, що належать до різних підвидів. Нещодавно відкрита невелика ізольована популяція в пониззі Дніпра представлена тим же підвидом, що і бессарабська.

## Загальні відомості
Дунайський тритон — тварина середніх розмірів (довжина тіла з хвостом 115—120 мм), зовнішньо схожий з гребінчастим тритоном, але відрізняються більш видовженим тулубом та деякими іншими розмірними характеристиками. Загальне забарвлення тіла брунатно-темних тонів, з невиразними невеликими округлими чорними плямами, на нижній стороні тулуба звичайно є дрібні світлі плямки неправильної форми, які переходять на нижню частину голови; по боках середньої частини хвоста проходить біло-блакитна смуга, черево червоно-помаранчевого кольору з темними плямами. Статевий диморфізм виявляється в більшому розмірі клоаки самців, та в розвитку в них у сезон розмноження на верхній частині фестончастого гребеня, який переривається в кінці тіла і далі знову продовжується на хвості. Також статевий диморфізм виявляється у здутості горла самців, особливо добре помітній в сезон розмноження.

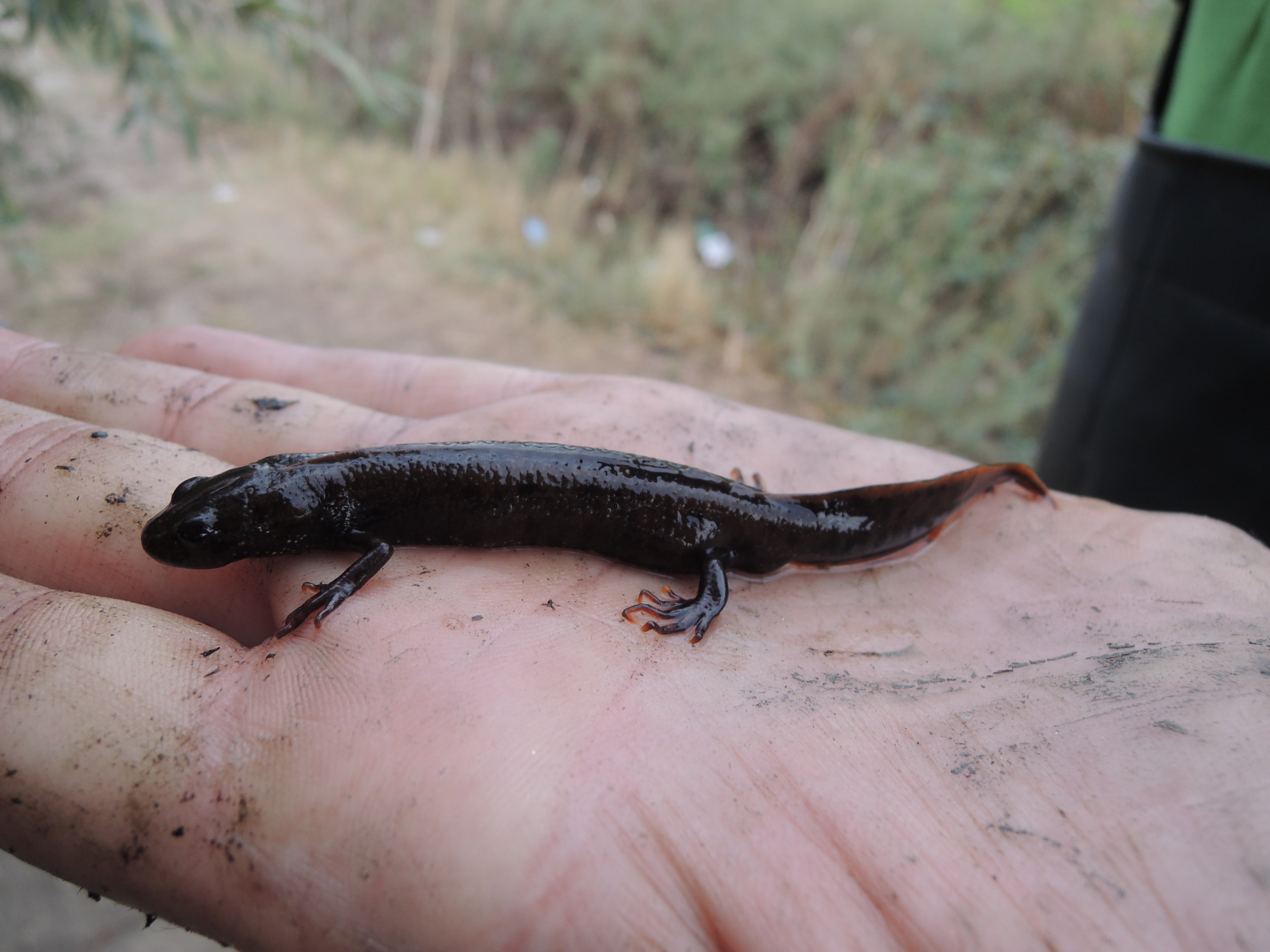
Triturus dobrogicus з озера Картал

Поширення пов'язане з Дунайською та Паннонською рівнинами, ареал охоплює територію від гирла Дунаю вгору по його течії до Австрії, Чехії та Хорватії. У списках батрахофауни колишнього СРСР дунайський тритон (раніше розглядався як підвид гребінчастого тритона Triturus cristatus dobrogicus) не наводився. Однак вивчення зонішньоморфологічних ознак цих хвостатих амфібій з Одеської області, Молдови та Карпат стало підставою для твердження про існування тут перехідних форм між номінативним підвидом гребінчастого тритона та T. cristatus dobrogicus. Ще згодом вивчення батрахофауни Карпат дозволило дійти висновку про поширення на Закарпатті поряд з тритонами номінативного підвиду гребінчастого тритона й гібридних з T. cristatus dobrogicus популяцій (але, як зазначалося вище, зараз встановлено, що це два різні види: T. cristatus і T. dobrogicus).
Сучасні генетичні дослідження підтвердили висновок про видову самостійність Triturus dobrogicus і Triturus cristatus, зроблений раніше при їх вивченні в інших ділянках ареалу. Порівняння цих двох видів у Чехії (також з використанням методів генетики) не показали наявності спільних генів внаслідок можливої гібридизації.
Разом із тим, в генотипі дунайських тритонів можуть траплятися «чужерідні» алелі, властиві іншим видам. Так, відповідний аналіз T. dobrogicus із Закарпаття, показав наявність «чужерідного» алеля, характерного для гребінчастого тритона. Такі «чужерідні» алелі, властиві не лише Triturus cristatus, але й тритону Кареліна, були виявлені в дунайського тритона з Сербії. Не виключено, що ці матеріали можуть свідчити про існування в минулому генетичних контактів T. dobrogicus з двома іншими видами тритонів.
Понадто, недавні дослідження на Закарпатті дозволили виявити гібридну особину між дунайським та гребінчастим тритонами, що підтверджує окремі випадки схрещування тритонів обох таксонів в природі.
За сучасними уявленнями, дунайський тритон в Україні представлений номінативним підвидом Triturus d. dobrogicus (Kiritzescu, 1903) в Одеській, Херсонській і, ймовірно, у Миколаївській областях (у двох останніх регіонах необхідні додаткові дослідження задля уточнення таксономічної належності та меж поширення), а також паннонським підвидом Triturus d. macrosomus (Boulenger, 1908) на Закарпатті. Представники останнього підвиду відрізняються від номінативного помаранчево-жовтими тонами забарвлення черева проти більш яскраво-червоних відтінків у Triturus d. dobrogicus, меншим значенням індексу Lt.c./L. (на 13,8% в самців, і на 13,3% у самиць), меншим значенням індексу IW (в самців цього підвиду менше 54,0 у T. d. dobrogicus — більше), кількістю тулубових хребців, яка в них в середньому становить 17, в той час як в тритонів номінативного підвиду 16 (за іншими даними це число у T. dobrogicus дещо більше — в середньому 17,5).

## Поширення та мінливість
У межах України поширений в Одеській області (дельта Дунаю) та на Закарпатті (див. карту поширення виду в Україні).
Особливу цікавість викликає знахідка однієї нестатевозрілої особини T. dobrogicus за межами основного ареалу на околиці Голої Пристані (Херсонська область), виявленої при аналізі колекцій Зоологічного музею ННПМ НАНУ. Згодом, у 2004 р., біля Херсона були добуті ще дві личинки цього виду тритонів, що дало підставу припускати, що дунайські тритони дельти Дніпра являють собою ізольовану популяцію як від решти ареалу T. dobrogicus, так і від T. cristatus.
IW дунайських тритонів на Закарпатті становить 46,0 і 38,5 (на першому місці вказані самці, на другому — самиці), індекс Lt.c/L. 0,16 і 0,14, P. a/P. p. 0,87 і 0,85; L. в середньому 63,8 і 65,4 мм, L. cd. 58,5 і 59,6 мм, P. a. 18,5 і 16,4 мм, P. p. 21,2 і 19,4 мм. Імовірно, багатьом зовнішньоморфологічним ознакам цього виду властива міжпопуляційна (географічна) мінливість. У всякому разі, результати іншого дослідження цих тварин на Закарпатті показали, що IW в самців дорівнює 50,9, L. в середньому становить 64,7 мм, P. a. 19,4 мм, P. p. 21,1 мм, Lt. c. 8,4 мм, DiE 38,2 мм (тварин у цьому регіоні збирали за понад 20 км від зони пробування гребінчастого тритона). Зовнішньоморфологічні показники тритонів (також самці) з пониззя Дунаю були дещо відмінними: IW 59,6, L. в середньому 61,1 мм, DiE 33,9 мм, P. a. 20,2 мм, P. p. 21,6, Lt. c. 8,9 мм.
Даних з каріотипів представників українських популяцій наразі бракує, проте, судячи з матеріалів хромосомного вивчення гребінчастого тритона в інших ділянках ареалу, їхній диплоїдний набір також представлений 24 двоплечими хромосомами (2n = 24, NF = 48).
Дунайському тритонові притаманний більший розмір генома порівняно з гребінчастим тритоном: в середньому 1,133 проти 1,104-1,114 (у відносних одиницях; стандарт — еритроцити тритона іспанського Pleurodeles waltl).
Вивчення кількості ядерної ДНК у цих тварин у різних ділянках ареалу дозволило виявити триплоїдію в T. dobrogicus. Так, поміж 22 тритонів, зібраних в Мукачівському районі Закарпатської області була виявлена самиця, яка характеризувалася розміром генома 1,681 умовних одиниць (стандартом також правили еритроцити Pleurodoeles waltl). Враховуючи ту обставину, що у 3-5-кілометровій зоні не було виявлено жодної популяції іншого виду (зокрема T. cristatus), причиною збільшення кількості наборів хромосом можна вважати не гібридизацію, а автополіплоїдію.
Дунайські тритони з різних регіонів України (Закарпаття та дельта Дунаю) відрізняються не лише за зовнішніми морфологічними ознаками, але також і за сумісністю своїх генів. Так, у схрещуванні самця з Одеської області з самицею із Закарпаття життєздатними виявилось лише 1,9% личинок. Гібридизація двох самиць з Одеси з самцями з Сербії також показала низьку виживаність личинок (13,3%). Разом з тим аналогічні показники контролю (схрещували самицю й самця з дельти Дунаю) були істотно вищими: 28,7-33,3%. Генетична дистанція Нея за
даними дослідження електрофоретичної мінливості білків була доволі низькою, або була відсутня (0-0,09).

## Місця перебування та чисельність

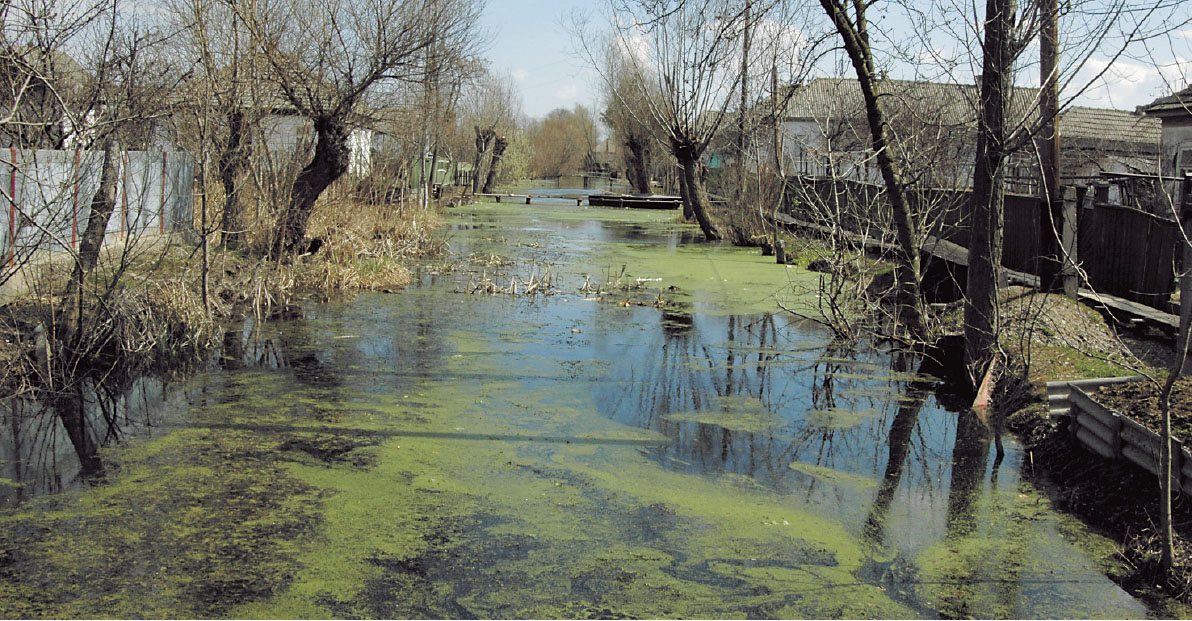
Типовий біотоп дунайського тритона номінативного підвиду в дельті Дунаю: м. Вилкове

У своєму поширенні у дельті Дунаю Т. dobrogicus пов'язаний з інтразональними біотопами у степових екосистемах. Тут вид може траплятись у стоячих чи слабопроточних водоймах заплавних лісів, на заплавних луках та болотистих ділянках, каналах та тимчасових водоймах у населених пунктах (звичайно на ділянках з висотами бл. 50 м). На Закарпатті обидва види (дунайський та гребінчастий тритони) ізольовані біотопічно. Так, дунайський тритон живе тут тільки на низинних ділянках (див. фотографію закарпатського біотопа), заселяючи відкриті біотопи в долинах річок колишніх степових та лісостепових ділянок, що нині трансформувалися на агроценози. Згідно з спеціальними дослідженнями живе на висотах, що зазвичай не перевищують 125 м, хоча у західніших ділянках ареалу його знаходили й вище — до 300 м.
На Закарпатті чисельність дунайських тритонів досягає 5-12 особин на 100 м берегової лінії або 1 особина на 1-50 м² площі водойми, хоча у деяких місцях цього регіону його щільність становить до 60 ос./100 м берегової лінії. В околицях Ужгорода у водоймі площею близько 30 м² чисельність дунайських тритонів досягала 1,7 ос./м². За іншими даними, на 100 м маршруту в Закарпатській області їх відзначали від 3,6 до 7,8 особин. Не виключено, що коливання чисельності дунайських тритонів пов'язане з погодно-кліматичними (або іншими) умовами існування в різні роки. Так, під час обліку цих самих тварин у травні 2005 р. в Ужгородському районі на маршруті довжиною 5-7 км не виявлено жодної особини у тих же місцях, у яких цих амфібій відзначали раніше.
В околицях Вилкова щільність T. dobrogicus доволі-таки висока і може сягати 1,5 ос./м² берегової лінії, в околицях Ізмаїлу — 0,4 ос./м². У різних місцях свого перебування у Дунайському біосферному заповіднику статус цих тритонів оцінювався від малочисельного до звичайного, або навіть чисельного.
При тривалому дослідженні в околицях Відня в одній з популяцій встановлено падіння чисельності дорослих тварин від 210 особин (1987 р.) до 96 особин (1992 р.), а згодом до 52 (1995 р.). Що ж до чисельності нестатевозрілих тритонів, то тут зареєстрована негативна кореляція їх кількості з дорослим населенням. Так, під час падіння чисельності дорослих максимальна кількість молоді в 1991 р. становила 818 тварин.

## Особливості біології
В умовах Закарпаття пробудження після зимової сплячки відбувається у березні (інколи наприкінці лютого). Приблизно до початку липня тритони перебувають у водоймах. Покинувши водойми, тварини залишаються активними майже до жовтня, після чого йдуть на зимівлю. Зимовими сховищами на суші звичайно слугують такі ж самі місця, як і в гребінчастого тритона — нори та порожнини в ґрунті, трухляві дерева тощо. Є відомості, що вони можуть зимувати й у воді.
Скоріш за все, даний вид характеризується великою витривалістю до дії високих температур, що, з одного боку, дозволяє йому жити у дещо південніших (порівняно з гребінчастим тритоном) регіонах, а з другого, локалізує його поширення на Закарпатті лише на рівнинних ділянках.
Дані про розмноження фрагментарні і обмежуються строками початку сезону розмноження, який починається у березні-квітні. Для розмноження тварини займають слабопроточні та стоячі водойми, канали, канави. Через 2-2,5 місяці після відкладання ікри відбувається метаморфоз (липень — початок вересня). Враховуючи те, що на Закарпатті виявляли личинок, вмерзлих у лід, висловлювалося припущення про можливість зимівлі личинок у непромерзаючих водоймах.
За спостереженням в інших ділянках ареалу (Австрія) самці дунайського тритона, на відміну від самиць, беруть участь у розмноженні щороку. Що ж до самиць, то в них виявлені пропуски сезонів розмноження, і цей коефіцієнт, імовірно, становить 0,3.
Ембріогенез та період личинкового розвитку вивчені слабко. Згідно з деякими даними, самиці загортають кожну ікринку (усього до 200 штук, розміри кожної близько 2,4 мм), у відмерле листя осоки, рогозу та в молоде листя стрілолисту.
Розміри вилуплених личинок близько 10 мм, вони характеризуються світлим (з чорними плямами) або темним забарвленням. З віком (при розмірах понад 50 мм) личинки тритонів з дельти Дунаю набувають інтенсивно-чорного забарвлення за винятком кінчиків зябер та серединної частини черева, хоча серед закарпатських личинок іноді на тілі є почасти світла масть. Перед метаморфозом личинки досягають загальної довжини близько 80 мм.
Статевої зрілості досягають у віці близько 2 років, при максимальних розмірах тіла самців близько 75 мм і самиць 83 мм.
Спеціальний аналіз живлення не проводився, однак звичайно вказують, що це безхребетні, у тому числі ракоподібні, комахи, черви, молюски. Зважаючи на близькість цього виду до T. cristatus, можна також сподіватися на збіг спектрів живлення обох видів.
Якщо для T. cristatus відзначали негативний зв'язок у його поширенні з водоймами, заселеними рибами, то дунайський тритон нерідко заселяє такі водойми. На сучасний стан популяцій, очевидно, справляє негативну дію також антропогенний прес.
Вид занесено до Додатку II «Конвенції з охорони дикої флори і фауни та природного середовища існування в Європі» (категорія «види, що підлягають особливій охороні») та до «Червоного Списку МСОП», а також включено до третього видання «Червоної книги України» (2009).